# Tréouergat
Tréouergat é uma comuna francesa na região administrativa da Bretanha, no departamento Finisterra. Estende-se por uma área de 6,12 km². Em 2010 a comuna tinha 340 habitantes (densidade: 55,6 hab./km²).